# Takeshi Yonezawa
Takeshi Yonezawa (米澤 剛志 Yonezawa Takeshi?,  nacido el 6 de febrero de 1969 en Osaka) es un exfutbolista japonés. Jugaba de defensa y su último club fue el Gamba Osaka de Japón.

## Trayectoria

### Clubes
| Club         | País  | Año         |
| ------------ | ----- | ----------- |
| Júbilo Iwata | Japón | ???? - 1995 |
| Gamba Osaka  | Japón | 1996        |